# Schwimmweltmeisterschaften 2011
| Medaillenspiegel (Endstand nach 66 Entscheidungen) | Medaillenspiegel (Endstand nach 66 Entscheidungen) | Medaillenspiegel (Endstand nach 66 Entscheidungen) | Medaillenspiegel (Endstand nach 66 Entscheidungen) | Medaillenspiegel (Endstand nach 66 Entscheidungen) | Medaillenspiegel (Endstand nach 66 Entscheidungen) |
| Pl.                                                | Land                                               | G                                                  | S                                                  | B                                                  | Gesamt                                             |
| -------------------------------------------------- | -------------------------------------------------- | -------------------------------------------------- | -------------------------------------------------- | -------------------------------------------------- | -------------------------------------------------- |
| 1                                                  | USA                                                | 17                                                 | 6                                                  | 9                                                  | 32                                                 |
| 2                                                  | China                                              | 15                                                 | 13                                                 | 8                                                  | 36                                                 |
| 3                                                  | Russland                                           | 8                                                  | 6                                                  | 4                                                  | 18                                                 |
| 4                                                  | Brasilien                                          | 4                                                  | –                                                  | –                                                  | 4                                                  |
| 5                                                  | Italien                                            | 3                                                  | 4                                                  | 2                                                  | 9                                                  |
| 6                                                  | Großbritannien                                     | 3                                                  | 3                                                  | –                                                  | 6                                                  |
| 7                                                  | Australien                                         | 2                                                  | 10                                                 | 4                                                  | 16                                                 |
| 8                                                  | Frankreich                                         | 2                                                  | 4                                                  | 5                                                  | 11                                                 |
| 9                                                  | Niederlande                                        | 2                                                  | 1                                                  | 3                                                  | 6                                                  |
| 10                                                 | Griechenland                                       | 2                                                  | 1                                                  | 1                                                  | 4                                                  |
| 11                                                 | Dänemark                                           | 2                                                  | 1                                                  | –                                                  | 3                                                  |
| 12                                                 | Deutschland                                        | 1                                                  | 3                                                  | 9                                                  | 13                                                 |
| 13                                                 | Schweden                                           | 1                                                  | 1                                                  | –                                                  | 2                                                  |
| 14                                                 | Ungarn                                             | 1                                                  | –                                                  | 4                                                  | 5                                                  |
| 15                                                 | Belarus                                            | 1                                                  | –                                                  | –                                                  | 1                                                  |
| 15                                                 | Bulgarien                                          | 1                                                  | –                                                  | –                                                  | 1                                                  |
| 15                                                 | Norwegen                                           | 1                                                  | –                                                  | –                                                  | 1                                                  |
| 15                                                 | Südkorea                                           | 1                                                  | –                                                  | –                                                  | 1                                                  |
| 15                                                 | Schweiz                                            | 1                                                  | –                                                  | –                                                  | 1                                                  |
| 20                                                 | Kanada                                             | –                                                  | 4                                                  | 3                                                  | 7                                                  |
| 21                                                 | Japan                                              | –                                                  | 4                                                  | 2                                                  | 6                                                  |
| 22                                                 | Spanien                                            | –                                                  | 1                                                  | 5                                                  | 6                                                  |
| 23                                                 | Polen                                              | –                                                  | 1                                                  | –                                                  | 1                                                  |
| 23                                                 | Serbien                                            | –                                                  | 1                                                  | –                                                  | 1                                                  |
| 25                                                 | Südafrika                                          | –                                                  | –                                                  | 3                                                  | 3                                                  |
| 26                                                 | Mexiko                                             | –                                                  | –                                                  | 2                                                  | 2                                                  |
| 27                                                 | Kroatien                                           | –                                                  | –                                                  | 1                                                  | 1                                                  |
| 27                                                 | Ukraine                                            | –                                                  | –                                                  | 1                                                  | 1                                                  |
| Gesamt                                             | Gesamt                                             | 68                                                 | 64                                                 | 66                                                 | 198                                                |

Die 14. Schwimmweltmeisterschaften fanden vom 16. bis 31. Juli 2011 in der chinesischen Stadt Shanghai statt.
Der Schwimmweltverband (FINA) vergab die Veranstaltung am 23. März 2007 am Rand der Schwimmweltmeisterschaften 2007 in Melbourne. Die Bewerbung Shanghais setzte sich in der entscheidenden Abstimmung gegen die Kandidatur aus Doha (Katar) durch. Im Vorfeld hatten auch Durban (Südafrika), Madrid (Spanien), San Francisco (Vereinigte Staaten), Seoul (Südkorea) und der japanische Schwimmverband – ohne eine Stadt als Austragungsort zu spezifizieren – ihr Interesse an der Ausrichtung bekundet. China war damit zum ersten Mal Gastgeber der WM.
Austragungsort der Weltmeisterschaften war das Oriental Sports Center in Pudong unmittelbar neben dem Expogelände. Zum Komplex gehören das Indoor Stadium für die Wettbewerbe im Becken- und Synchronschwimmen, das 12.000 Zuschauern Platz bietet, das Natatorium für die Wasserball-Turniere, der Jinshan City Beach für die Wettkämpfe im Freiwasserschwimmen und das Outdoor Diving Pool Stadium für die Wettbewerbe im Wasserspringen, welches 5.000 Zuschauern Platz bietet.
Ryan Lochte konnte als erster Schwimmer seit dem Verbot der Hightech-Anzüge Ende des Jahres 2009 wieder einen Langbahnweltrekord aufstellen. Er verbesserte über 200 Meter Lagen in 1:54,00 Minuten seinen eigenen Weltrekord von den Weltmeisterschaften 2009 in Rom um eine Zehntelsekunde. Am Schlusstag gelang Sun Yang über 1500 Meter Freistil der zweite Weltrekord der Weltmeisterschaften. Er übertraf damit den bis dahin am längsten bestehenden Weltrekord von Grant Hackett aus dem Jahr 2001.
Zu einem Eklat kam es durch César Cielo. Der brasilianische Beckenschwimmer war im März 2011 positiv auf das Dopingmittel Furosemid getestet worden. Dennoch sprachen der brasilianische Schwimmverband CBDA und der Internationale Sportgerichtshof (CAS) den Titelverteidiger über 50 und 100 Meter Freistil frei und ermöglichten somit eine Weltmeisterschaftsteilnahme. Cielo sicherte sich im Verlauf der Weltmeisterschaften den Titel über die 50-Meter-Schmetterling- und 50-Meter-Freistilstrecke.
Während der Wettkämpfe sagte die deutsche Schwimmerin Britta Steffen, Titelverteidigerin über die 50- und 100-Meter-Freistilstrecke, nach einem für sie enttäuschenden 16. Platz in den Vorläufen über 100 Meter Freistil sowie einer langsamen Einzelzeit in der 100-Meter-Freistilstaffel alle weiteren Starts ab.
Mit Swann Oberson konnte erstmals eine Schweizerin einen Titel bei Schwimmweltmeisterschaften erringen.

## Zeitplan und Sportarten
Es wurden insgesamt 66 Wettbewerbe ausgetragen, einer mehr als bei den Weltmeisterschaften 2009. Die Männer maßen sich in 29 Wettbewerben, die Frauen in 36. Neu im Programm war ein gemischter Teamwettbewerb im Freiwasserschwimmen, bei dem zwei Männer und eine Frau gemeinsam fünf Kilometer zurücklegen müssen. Ansonsten war das Wettkampfprogramm identisch im Vergleich zu den vorangegangenen Weltmeisterschaften.
Legende zum nachfolgend dargestellten Wettkampfprogramm:
|  | Eröffnungs- und Abschlusszeremonie |  | Qualifikationswettkämpfe | 2 | Finalentscheidungen |

Letzte Spalte: Gesamtanzahl der Entscheidungen in den einzelnen Sportarten
| Zeitplan der Schwimmweltmeisterschaften 2011 (mit Anzahl der Entscheidungen) | Zeitplan der Schwimmweltmeisterschaften 2011 (mit Anzahl der Entscheidungen) | Zeitplan der Schwimmweltmeisterschaften 2011 (mit Anzahl der Entscheidungen) | Zeitplan der Schwimmweltmeisterschaften 2011 (mit Anzahl der Entscheidungen) | Zeitplan der Schwimmweltmeisterschaften 2011 (mit Anzahl der Entscheidungen) | Zeitplan der Schwimmweltmeisterschaften 2011 (mit Anzahl der Entscheidungen) | Zeitplan der Schwimmweltmeisterschaften 2011 (mit Anzahl der Entscheidungen) | Zeitplan der Schwimmweltmeisterschaften 2011 (mit Anzahl der Entscheidungen) | Zeitplan der Schwimmweltmeisterschaften 2011 (mit Anzahl der Entscheidungen) | Zeitplan der Schwimmweltmeisterschaften 2011 (mit Anzahl der Entscheidungen) | Zeitplan der Schwimmweltmeisterschaften 2011 (mit Anzahl der Entscheidungen) | Zeitplan der Schwimmweltmeisterschaften 2011 (mit Anzahl der Entscheidungen) | Zeitplan der Schwimmweltmeisterschaften 2011 (mit Anzahl der Entscheidungen) | Zeitplan der Schwimmweltmeisterschaften 2011 (mit Anzahl der Entscheidungen) | Zeitplan der Schwimmweltmeisterschaften 2011 (mit Anzahl der Entscheidungen) | Zeitplan der Schwimmweltmeisterschaften 2011 (mit Anzahl der Entscheidungen) | Zeitplan der Schwimmweltmeisterschaften 2011 (mit Anzahl der Entscheidungen) | Zeitplan der Schwimmweltmeisterschaften 2011 (mit Anzahl der Entscheidungen) |
|                                                                              | Sa                                                                           | So                                                                           | Mo                                                                           | Di                                                                           | Mi                                                                           | Do                                                                           | Fr                                                                           | Sa                                                                           | So                                                                           | Mo                                                                           | Di                                                                           | Mi                                                                           | Do                                                                           | Fr                                                                           | Sa                                                                           | So                                                                           |                                                                              |
| Juli                                                                         | 16.                                                                          | 17.                                                                          | 18.                                                                          | 19.                                                                          | 20.                                                                          | 21.                                                                          | 22.                                                                          | 23.                                                                          | 24.                                                                          | 25.                                                                          | 26.                                                                          | 27.                                                                          | 28.                                                                          | 29.                                                                          | 30.                                                                          | 31.                                                                          | Gesamt                                                                       |
| ---------------------------------------------------------------------------- | ---------------------------------------------------------------------------- | ---------------------------------------------------------------------------- | ---------------------------------------------------------------------------- | ---------------------------------------------------------------------------- | ---------------------------------------------------------------------------- | ---------------------------------------------------------------------------- | ---------------------------------------------------------------------------- | ---------------------------------------------------------------------------- | ---------------------------------------------------------------------------- | ---------------------------------------------------------------------------- | ---------------------------------------------------------------------------- | ---------------------------------------------------------------------------- | ---------------------------------------------------------------------------- | ---------------------------------------------------------------------------- | ---------------------------------------------------------------------------- | ---------------------------------------------------------------------------- | ---------------------------------------------------------------------------- |
| Eröffnung/Abschluss                                                          |                                                                              |                                                                              |                                                                              |                                                                              |                                                                              |                                                                              |                                                                              |                                                                              |                                                                              |                                                                              |                                                                              |                                                                              |                                                                              |                                                                              |                                                                              |                                                                              |                                                                              |
| Freiwasserschwimmen                                                          |                                                                              |                                                                              |                                                                              | 1                                                                            | 1                                                                            | 1                                                                            | 2                                                                            | 2                                                                            |                                                                              |                                                                              |                                                                              |                                                                              |                                                                              |                                                                              |                                                                              |                                                                              | 7                                                                            |
| Schwimmen                                                                    |                                                                              |                                                                              |                                                                              |                                                                              |                                                                              |                                                                              |                                                                              |                                                                              | 4                                                                            | 4                                                                            | 5                                                                            | 4                                                                            | 5                                                                            | 5                                                                            | 6                                                                            | 7                                                                            | 40                                                                           |
| Synchronschwimmen                                                            |                                                                              | 1                                                                            | 1                                                                            | 1                                                                            | 1                                                                            | 1                                                                            | 1                                                                            | 1                                                                            |                                                                              |                                                                              |                                                                              |                                                                              |                                                                              |                                                                              |                                                                              |                                                                              | 7                                                                            |
| Wasserball                                                                   |                                                                              |                                                                              |                                                                              |                                                                              |                                                                              |                                                                              |                                                                              |                                                                              |                                                                              |                                                                              |                                                                              |                                                                              |                                                                              | 1                                                                            | 1                                                                            |                                                                              | 2                                                                            |
| Wasserspringen                                                               | 1                                                                            | 1                                                                            | 2                                                                            | 2                                                                            |                                                                              | 1                                                                            | 1                                                                            | 1                                                                            | 1                                                                            |                                                                              |                                                                              |                                                                              |                                                                              |                                                                              |                                                                              |                                                                              | 10                                                                           |
| Finalentscheidungen                                                          | 1                                                                            | 2                                                                            | 3                                                                            | 4                                                                            | 2                                                                            | 3                                                                            | 4                                                                            | 4                                                                            | 5                                                                            | 4                                                                            | 5                                                                            | 4                                                                            | 5                                                                            | 6                                                                            | 7                                                                            | 7                                                                            | 66                                                                           |

## Teilnehmer
Bislang sind 1149 Athleten aus 70 Ländern gemeldet, 175 Freiwasserschwimmer 335 Synchronschwimmerinnen, 223 Wasserspringer und 416 Wasserballer (16 Mannschaften mit 13 Spielern jeweils bei Frauen und Männern). Die Meldephase für die Wettbewerbe im Beckenschwimmen ist noch nicht abgeschlossen.
| - Ägypten (15) - Argentinien (7) - Armenien (2) - Aserbaidschan (5) - Australien (52) - Belgien (2) - Brasilien (45) - Bulgarien (3) - Chile (3) - Volksrepublik China (65) - Chinesisch Taipeh (2) - Cookinseln (1) - Costa Rica (5) - Deutschland (34) - Ecuador (4) - Finnland (1) - Frankreich (24) - Georgien (2) - Griechenland (25) - Guatemala (2) - Hongkong (19) - Indien (2) - Indonesien (24) - Irland (1) | - Israel (4) - Italien (56) - Japan (35) - Kanada (53) - Kasachstan (40) - Kolumbien (14) - Kroatien (16) - Kuba (24) - Kuwait (4) - Litauen (2) - Macau (16) - Malaysia (19) - Mexiko (28) - Montenegro (13) - Neuseeland (17) - Niederlande (28) - Nordkorea (15) - Norwegen (3) - Oman (4) - Österreich (4) - Polen (1) - Portugal (1) - Rumänien (15) | - Russland (45) - San Marino (2) - Schweden (5) - Schweiz (15) - Serbien (13) - Singapur (10) - Slowakei (3) - Slowenien (3) - Spanien (45) - Südafrika (44) - Südkorea (2) - Syrien (1) - Tahiti (1) - Thailand (12) - Tschechien (7) - Türkei (3) - Ukraine (26) - Ungarn (35) - Usbekistan (15) - Venezuela (14) - Vereinigte Staaten (60) - Vereinigtes Königreich (26) - Belarus (5) |

## Beckenschwimmen

### Männer

#### Freistil

##### 50 m Freistil
| Platz | Land                | Athlet           | Zeit  |
| ----- | ------------------- | ---------------- | ----- |
| 1     | Brasilien           | César Cielo      | 21,52 |
| 2     | Italien             | Luca Dotto       | 21,90 |
| 3     | Frankreich          | Alain Bernard    | 21,92 |
| 4     | Vereinigte Staaten  | Nathan Adrian    | 21,93 |
| 5     | Brasilien           | Bruno Fratus     | 21,96 |
| 6     | Ungarn              | Krisztián Takács | 21,99 |
| 7     | Trinidad und Tobago | George Bovell    | 22,04 |
| 8     | Südafrika           | Gideon Louw      | 22,11 |

Finale am 30. Juli 2011
 Marco di Carli belegte in 22,65 s im Vorlauf Rang 25.

 Flori Lang belegte in 22,80 s im Vorlauf Rang 31.

##### 100 m Freistil
| Platz | Land               | Athlet                | Zeit  |
| ----- | ------------------ | --------------------- | ----- |
| 1     | Australien         | James Magnussen       | 47,63 |
| 2     | Kanada             | Brent Hayden          | 47,95 |
| 3     | Frankreich         | William Meynard       | 48,00 |
| 4     | Brasilien          | César Cielo           | 48,01 |
| 5     | Frankreich         | Fabien Gilot          | 48,13 |
| 6     | Vereinigte Staaten | Nathan Adrian         | 48,23 |
| 7     | Italien            | Luca Dotto            | 48,24 |
| 8     | Niederlande        | Sebastiaan Verschuren | 48,27 |

Finale am 28. Juli 2011
 Marco di Carli belegte in 49,00 s im Vorlauf Rang 19.

 Flori Lang belegte in 49,86 s im Vorlauf Rang 34.

 Markus Deibler trat zum Vorlauf nicht an.

##### 200 m Freistil
| Platz | Land               | Athlet           | Zeit    |
| ----- | ------------------ | ---------------- | ------- |
| 1     | Vereinigte Staaten | Ryan Lochte      | 1:44,44 |
| 2     | Vereinigte Staaten | Michael Phelps   | 1:44,79 |
| 3     | Deutschland        | Paul Biedermann  | 1:44,88 |
| 4     | Südkorea           | Park Tae-hwan    | 1:44,92 |
| 5     | Frankreich         | Yannick Agnel    | 1:44,99 |
| 6     | Russland           | Nikita Lobinzew  | 1:46,57 |
| 7     | Schweiz            | Dominik Meichtry | 1:47,02 |
| 8     | Russland           | Danila Isotow    | 1:47,46 |

Finale am 26. Juli 2011
 Tim Wallburger belegte in 1:48,43 min im Vorlauf Rang 17.

 Markus Rogan belegte in 1:48,82 min im Vorlauf Rang 21.

##### 400 m Freistil
| Platz | Land                | Athlet            | Zeit    |
| ----- | ------------------- | ----------------- | ------- |
| 1     | Südkorea            | Park Tae-hwan     | 3:42.04 |
| 2     | Volksrepublik China | Sun Yang          | 3:43.24 |
| 3     | Deutschland         | Paul Biedermann   | 3:44.14 |
| 4     | Vereinigte Staaten  | Peter Vanderkaay  | 3:44.83 |
| 5     | Kanada              | Ryan Cochrane     | 3:45.17 |
| 6     | Frankreich          | Yannick Agnel     | 3:45.24 |
| 7     | Tunesien            | Oussama Mellouli  | 3:45.31 |
| 8     | Frankreich          | Sébastien Rouault | 3:47.66 |

Finale am 24. Juli 2011
 Clemens Rapp belegte in 3:51,07 min im Vorlauf Rang 21.

 Dominik Meichtry belegte in 3:51,32 min im Vorlauf Rang 22.

 David Brandl belegte in 3:54,73 min im Vorlauf Rang 25.

##### 800 m Freistil
| Platz | Land                | Athlet            | Zeit    |
| ----- | ------------------- | ----------------- | ------- |
| 1     | Volksrepublik China | Sun Yang          | 7:38,57 |
| 2     | Kanada              | Ryan Cochrane     | 7:41,86 |
| 3     | Ungarn              | Gergő Kis         | 7:44,94 |
| 4     | Tunesien            | Oussama Mellouli  | 7:45,99 |
| 5     | Färöer              | Pál Joensen       | 7:46,51 |
| 6     | Vereinigte Staaten  | Chad La Tourette  | 7:46,52 |
| 7     | Vereinigte Staaten  | Peter Vanderkaay  | 7:46,64 |
| 8     | Frankreich          | Sébastien Rouault | 7:55,91 |

Finale am 27. Juli 2011
 Christian Kubusch belegte in 7:58,20 min im Vorlauf Rang 15.

 David Brandl belegte in 8:05,66 min im Vorlauf Rang 22.

 Florian Janistyn belegte in 8:12,90 min im Vorlauf Rang 33.

##### 1500 m Freistil
| Platz | Land                | Athlet           | Zeit        |
| ----- | ------------------- | ---------------- | ----------- |
| 1     | Volksrepublik China | Sun Yang         | 14:34,14 WR |
| 2     | Kanada              | Ryan Cochrane    | 14:44,46    |
| 3     | Ungarn              | Gergő Kis        | 14:45,66    |
| 4     | Färöer              | Pál Joensen      | 14:46,33    |
| 5     | Vereinigte Staaten  | Chad La Tourette | 14:52,36    |
| 6     | Vereinigte Staaten  | Peter Vanderkaay | 15:00,47    |
| 7     | Italien             | Samuel Pizzetti  | 15:15,81    |
| 8     | Japan               | Yōsuke Miyamoto  | 15:20,67    |

Finale am 31. Juli 2011
 Christian Kubusch belegte in 15:27,68 min im Vorlauf Rang 21.

#### Rücken

##### 50 m Rücken
| Platz | Land               | Athlet                  | Zeit  |
| ----- | ------------------ | ----------------------- | ----- |
| 1     | Verein. Königr.    | Liam Tancock            | 24,50 |
| 2     | Frankreich         | Camille Lacourt         | 24,57 |
| 3     | Südafrika          | Gerhard Zandberg        | 24,66 |
| 4     | Spanien            | Aschwin Wildeboer Faber | 24,82 |
| 5     | Vereinigte Staaten | David Plummer           | 24,92 |
| 6     | Vereinigte Staaten | Nicholas Thoman         | 25,01 |
|       | Israel             | Guy Barnea              | 25,01 |
| 8     | Schweiz            | Flori Lang              | 25,15 |

Finale am 31. Juli 2011
 Helge Meeuw belegte in 25,20 s im Halbfinale Rang 10.

 Jean-François Schneiders belegte in 26,70 s im Vorlauf Rang 26.

##### 100 m Rücken
| Platz | Land                   | Athlet          | Zeit  |
| ----- | ---------------------- | --------------- | ----- |
| 1     | Frankreich             | Camille Lacourt | 52,76 |
| 1     | Frankreich             | Jérémy Stravius | 52,76 |
| 3     | Japan                  | Ryōsuke Irie    | 52,98 |
| 4     | Vereinigte Staaten     | Nicholas Thoman | 53,01 |
| 5     | Vereinigte Staaten     | David Plummer   | 53,04 |
| 6     | Vereinigtes Königreich | Liam Tancock    | 53,25 |
| 7     | Deutschland            | Helge Meeuw     | 53,28 |
| 8     | Neuseeland             | Gareth Kean     | 53,50 |

Finale am 26. Juli 2011
 Flori Lang belegte in 56,40 s im Vorlauf Rang 40.

 Jean-François Schneiders belegte in 57,03 s im Vorlauf Rang 42.

##### 200 m Rücken
| Platz | Land                | Athlet              | Zeit    |
| ----- | ------------------- | ------------------- | ------- |
| 1     | Vereinigte Staaten  | Ryan Lochte         | 1:52,96 |
| 2     | Japan               | Ryōsuke Irie        | 1:54,11 |
| 3     | Vereinigte Staaten  | Tyler Clary         | 1:54,69 |
| 4     | Volksrepublik China | Zhang Fenglin       | 1:56,39 |
| 5     | Polen               | Radosław Kawęcki    | 1:57,33 |
| 6     | Russland            | Stanislaw Donez     | 1:57,36 |
| 7     | Italien             | Sebastiano Ranfagni | 1:57,49 |
| 8     | Japan               | Kazuki Watanabe     | 1:57,82 |

Finale am 29. Juli 2011
 Yannick Lebherz belegte in 1:58,56 min im Halbfinale Rang 12.

 Sebastian Stoss belegte in 2:01,13 min im Vorlauf Rang 26.

 Jean-François Schneiders belegte in 2:03,68 min im Vorlauf Rang 28.

#### Brust

##### 50 m Brust
| Platz | Land               | Athlet                | Zeit  |
| ----- | ------------------ | --------------------- | ----- |
| 1     | Brasilien          | Felipe França Silva   | 27,01 |
| 2     | Italien            | Fabio Scozzoli        | 27,17 |
| 3     | Südafrika          | Cameron van der Burgh | 27,19 |
| 4     | Deutschland        | Hendrik Feldwehr      | 27,41 |
| 5     | Norwegen           | Alexander Dale Oen    | 27,43 |
| 6     | Vereinigte Staaten | Mark Gangloff         | 27,58 |
| 7     | Niederlande        | Lennart Stekelenburg  | 27,65 |
| 8     | Slowenien          | Damir Dugonjič        | 28,00 |

Finale am 27. Juli 2011
 Laurent Carnol belegte in 28,63 s im Vorlauf Rang 33.

##### 100 m Brust
| Platz | Land               | Athlet                | Zeit    |
| ----- | ------------------ | --------------------- | ------- |
| 1     | Norwegen           | Alexander Dale Oen    | 58,71   |
| 2     | Italien            | Fabio Scozzoli        | 59,42   |
| 3     | Südafrika          | Cameron van der Burgh | 59,49   |
| 4     | Japan              | Kōsuke Kitajima       | 1:00,03 |
| 5     | Australien         | Brenton Rickard       | 1:00,11 |
| 6     | Ungarn             | Dániel Gyurta         | 1:00,25 |
| 6     | Litauen            | Giedrius Titenis      | 1:00,25 |
| 8     | Vereinigte Staaten | Mark Gangloff         | 1:00,52 |

Finale am 25. Juli 2011
 Hendrik Feldwehr belegte in 1:00,91 min im Halbfinale Rang 15.

 Christian vom Lehn belegte in 1:01,26 min im Vorlauf Rang 22.

 Laurent Carnol belegte in 1:01,57 min im Vorlauf Rang 30.

 Hunor Mate belegte in 1:01,88 min im Vorlauf Rang 39.

##### 200 m Brust
| Platz | Land                   | Athlet             | Zeit    |
| ----- | ---------------------- | ------------------ | ------- |
| 1     | Ungarn                 | Dániel Gyurta      | 2:08,41 |
| 2     | Japan                  | Kōsuke Kitajima    | 2:08,63 |
| 3     | Deutschland            | Christian vom Lehn | 2:09,06 |
| 4     | Vereinigte Staaten     | Eric Shanteau      | 2:09,28 |
| 5     | Vereinigtes Königreich | Michael Jamieson   | 2:10,67 |
| 6     | Litauen                | Giedrius Titenis   | 2:11,07 |
| 7     | Südkorea               | Choi Kyu-woong     | 2:11,17 |
| 8     | Vereinigtes Königreich | Andrew Willis      | 2:11,29 |

Finale am 29. Juli 2011
 Laurent Carnol belegte in 2:12,23 min im Halbfinale Rang 15.

 Hunor Mate belegte in 2:15,45 min im Vorlauf Rang 32.

#### Schmetterling

##### 50 m Schmetterling
| Platz | Land        | Athlet             | Zeit  |
| ----- | ----------- | ------------------ | ----- |
| 1     | Brasilien   | César Cielo        | 23,10 |
| 2     | Australien  | Matthew Targett    | 23,28 |
| 3     | Australien  | Geoff Huegill      | 23,35 |
| 4     | Frankreich  | Frédérick Bousquet | 23,38 |
| 5     | Frankreich  | Florent Manaudou   | 23,49 |
| 6     | Deutschland | Steffen Deibler    | 23,55 |
| 7     | Kenia       | Jason Dunford      | 23,60 |
| 8     | Ukraine     | Andrij Howorow     | 23,64 |

Finale am 25. Juli 2011

##### 100 m Schmetterling
| Platz | Land               | Athlet               | Zeit  |
| ----- | ------------------ | -------------------- | ----- |
| 1     | Vereinigte Staaten | Michael Phelps       | 50,71 |
| 2     | Polen              | Konrad Czerniak      | 51,15 |
| 3     | Vereinigte Staaten | Tyler McGill         | 51,26 |
| 4     | Kenia              | Jason Dunford        | 51,59 |
| 5     | Japan              | Takurō Fujii         | 51,75 |
| 6     | Russland           | Jewgeni Korotyschkin | 51,86 |
| 7     | Niederlande        | Joeri Verlinden      | 52,21 |
| 8     | Australien         | Geoff Huegill        | 52,36 |

Finale am 30. Juli 2011
 Benjamin Starke belegte in 52,18 s im Halbfinale Rang 9.

 Steffen Deibler belegte in 52,55 s im Halbfinale Rang 15.

 Dominik Meichtry belegte in 53,54 s im Vorlauf Rang 32.

##### 200 m Schmetterling
| Platz | Land                | Athlet             | Zeit    |
| ----- | ------------------- | ------------------ | ------- |
| 1     | Vereinigte Staaten  | Michael Phelps     | 1:53,34 |
| 2     | Japan               | Takeshi Matsuda    | 1:54,01 |
| 3     | Volksrepublik China | Wu Peng            | 1:54,67 |
| 4     | Volksrepublik China | Chen Yin           | 1:55,00 |
| 5     | Südafrika           | Chad le Clos       | 1:55,07 |
| 6     | Polen               | Paweł Korzeniowski | 1:55,39 |
| 7     | Österreich          | Dinko Jukić        | 1:55,48 |
| 8     | Ungarn              | Bence Biczó        | 1:55,53 |

Finale am 27. Juli 2011

#### Lagen

##### 200 m Lagen
| Platz | Land                   | Athlet         | Zeit       |
| ----- | ---------------------- | -------------- | ---------- |
| 1     | Vereinigte Staaten     | Ryan Lochte    | 1:54,00 WR |
| 2     | Vereinigte Staaten     | Michael Phelps | 1:54,16    |
| 3     | Ungarn                 | László Cseh    | 1:57,69    |
| 4     | Vereinigtes Königreich | James Goddard  | 1:57,79    |
| 5     | Österreich             | Markus Rogan   | 1:58,14    |
| 6     | Brasilien              | Thiago Pereira | 1:59,00    |
| 7     | Australien             | Kenneth To     | 1:59,26    |
| 8     | Japan                  | Yūya Horihata  | 1:59,52    |

Finale am 28. Juli 2011
 Jan David Schepers belegte in 1:59,83 min im Halbfinale Rang 13.

 Raphaël Stacchiotti belegte in 2:00,87 min im Vorlauf Rang 20.

 Markus Deibler belegte in 2:00,99 min im Vorlauf Rang 22.

 Dinko Jukić trat zum Vorlauf nicht an.

##### 400 m Lagen
| Platz | Land                   | Athlet             | Zeit     |
| ----- | ---------------------- | ------------------ | -------- |
| 1     | USA                    | Ryan Lochte        | 04:07,13 |
| 2     | USA                    | Scott Tyler Clary  | 04:11.17 |
| 3     | Japan                  | Yūya Horihata      | 04:11,98 |
| 4     | Volksrepublik China    | Huang Chaosheng    | 04:13,62 |
| 5     | Griechenland           | Ioannis Drymonakos | 04:14,62 |
| 6     | Ungarn                 | Dávid Verrasztó    | 04:15.67 |
| 7     | Volksrepublik China    | Wang Cheng Xiang   | 04:15.89 |
| 8     | Vereinigtes Königreich | Roberto Pavoni     | 04:19.85 |

Finale am 31. Juli 2011
 Yannick Lebherz belegte in 4:17,31 min im Vorlauf Rang 11.

 Dinko Jukić belegte in 4:17,36 min im Vorlauf Rang 12.

 Raphaël Stacchiotti belegte in 4:20,64 min im Vorlauf Rang 20.

#### Staffel

##### 4 × 100 m Freistil
| Platz | Land                   | Athleten                                                                    | Zeit    |
| ----- | ---------------------- | --------------------------------------------------------------------------- | ------- |
| 1     | Australien             | - James Magnussen - Matthew Targett - Matthew Abood - Eamon Sullivan        | 3:11,00 |
| 2     | Frankreich             | - Alain Bernard - Jérémy Stravius - William Meynard - Fabien Gilot          | 3:11,14 |
| 3     | Vereinigte Staaten     | - Michael Phelps - Garrett Weber-Gale - Jason Lezak - Nathan Adrian         | 3:11,96 |
| 4     | Italien                | - Luca Dotto - Marco Orsi - Michele Santucci - Filippo Magnini              | 3:12,39 |
| 5     | Russland               | - Jewgeni Lagunow - Andrei Gretschin - Nikita Lobinzew - Sergei Fessikow    | 3:12,99 |
| 6     | Südafrika              | - Graeme Moore - Darian Townsend - Gideon Louw - Leith Shankland            | 3:13,38 |
| 7     | Deutschland            | - Markus Deibler - Benjamin Starke - Christoph Fildebrandt - Marco di Carli | 3:15,01 |
| 8     | Vereinigtes Königreich | - Adam Brown - Liam Tancock - Grant Turner - Simon Burnett                  | 3:15,03 |

Finale am 24. Juli 2011

##### 4 × 200 m Freistil
| Platz | Land                   | Athleten                                                                     | Zeit    |
| ----- | ---------------------- | ---------------------------------------------------------------------------- | ------- |
| 1     | Vereinigte Staaten     | - Michael Phelps - Peter Vanderkaay - Ricky Berens - Ryan Lochte             | 7:02,67 |
| 2     | Frankreich             | - Yannick Agnel - Grégory Mallet - Jérémy Stravius - Fabien Gilot            | 7:04,81 |
| 3     | Volksrepublik China    | - Wang Shun - Zhang Lin - Li Yunqi - Sun Yang                                | 7:05,67 |
| 4     | Deutschland            | - Paul Biedermann - Tim Wallburger - Christoph Fildebrandt - Benjamin Starke | 7:08,32 |
| 5     | Australien             | - Thomas Fraser-Holmes - Kenrick Monk - Jarrod Killey - Ryan Napoleon        | 7:08,48 |
| 6     | Vereinigtes Königreich | - Ross Davenport - David Carry - Jak Scott - Robert Renwick                  | 7:10,84 |
| 7     | Japan                  | - Takeshi Matsuda - Shogo Hihara - Yuki Kobori - Yoshihiro Okumura           | 7:10,92 |
| 8     | Italien                | - Gianluca Maglia - Filippo Magnini - Marco Belotti - Samuel Pizzetti        | 7:12,26 |

Finale am 29. Juli 2011
Die Staffel aus  Österreich belegte in 7:13,34 min im Vorlauf Rang neun.
Zum Team gehörten David Brandl, Christian Scherübl, Markus Rogan und Dinko Jukić.

##### 4 × 100 m Lagen
| Platz | Land                   | Athleten                                                                           | Zeit    |
| ----- | ---------------------- | ---------------------------------------------------------------------------------- | ------- |
| 1     | Vereinigte Staaten     | - Nicholas Thoman - Mark Gangloff - Michael Phelps - Nathan Adrian                 | 3:32,06 |
| 2     | Australien             | - Hayden Stoeckel - Brenton Rickard - Geoff Huegill - James Magnussen              | 3:32,26 |
| 3     | Deutschland            | - Helge Meeuw - Hendrik Feldwehr - Benjamin Starke - Paul Biedermann               | 3:32,60 |
| 4     | Japan                  | - Ryōsuke Irie - Kōsuke Kitajima - Takurō Fujii - Shogo Hihara                     | 3:32,89 |
| 5     | Niederlande            | - Nick Driebergen - Lennart Stekelenburg - Joeri Verlinden - Sebastiaan Verschuren | 3:34,11 |
| 6     | Vereinigtes Königreich | - Liam Tancock - Michael Jamieson - Antony James - Adam Brown                      | 3:36,58 |
| 7     | Kanada                 | - Charles Francis - Andrew Scott Dickens - Joseph Bartoch - Brent Hayden           | 3:36,80 |
| 8     | Polen                  | - Marcin Tarczyński - Dawid Szulich - Paweł Korzeniowski - Konrad Czerniak         | 3:37,44 |

Finale am 31. Juli 2011

### Frauen

#### Freistil

##### 50 m Freistil
| Platz | Land                   | Athletin                   | Zeit  |
| ----- | ---------------------- | -------------------------- | ----- |
| 1     | Schweden               | Therese Alshammar          | 24,14 |
| 2     | Niederlande            | Ranomi Kromowidjojo        | 24,27 |
| 3     | Niederlande            | Marleen Veldhuis           | 24,49 |
| 4     | Vereinigtes Königreich | Francesca Halsall          | 24,60 |
| 5     | Belarus                | Aljaxandra Herassimenja    | 24,65 |
| 6     | Dänemark               | Jeanette Ottesen           | 24,67 |
| 7     | Bahamas                | Arianna Vanderpool-Wallace | 24,79 |
| 8     | Vereinigte Staaten     | Jessica Hardy              | 24,87 |

Finale am 31. Juli 2011
 Dorothea Brandt belegte in 25,06 s im Halbfinale Rang neun.

##### 100 m Freistil
| Platz | Land                   | Athletin                | Zeit  |
| ----- | ---------------------- | ----------------------- | ----- |
| 1     | Dänemark               | Jeanette Ottesen        | 53,45 |
| 1     | Belarus                | Aljaxandra Herassimenja | 53,45 |
| 3     | Niederlande            | Ranomi Kromowidjojo     | 53,66 |
| 4     | Vereinigtes Königreich | Francesca Halsall       | 53,72 |
| 4     | Niederlande            | Femke Heemskerk         | 53,72 |
| 6     | Australien             | Alicia Coutts           | 53,81 |
| 7     | Vereinigte Staaten     | Dana Vollmer            | 54,19 |
| 8     | Vereinigte Staaten     | Natalie Coughlin        | 54,22 |

Finale am 29. Juli 2011
 Britta Steffen belegte in 54,86 s im Vorlauf Rang 16, verzichtete aber auf einen Start im Halbfinale.

 Daniela Schreiber belegte in 55,24 s im Vorlauf Rang 23.

 Birgit Koschischek belegte in 55,75 s im Vorlauf Rang 29.

##### 200 m Freistil
| Platz | Land               | Athletin            | Zeit    |
| ----- | ------------------ | ------------------- | ------- |
| 1     | Italien            | Federica Pellegrini | 1:55,58 |
| 2     | Australien         | Kylie Palmer        | 1:56,04 |
| 3     | Frankreich         | Camille Muffat      | 1:56,10 |
| 4     | Schweden           | Sarah Sjöström      | 1:56,41 |
| 5     | Australien         | Bronte Barratt      | 1:56,60 |
| 6     | Vereinigte Staaten | Allison Schmitt     | 1:56,98 |
| 7     | Niederlande        | Femke Heemskerk     | 1:57,63 |
| 8     | Deutschland        | Silke Lippok        | 1:58,26 |

Finale am 27. Juli 2011
 Jördis Steinegger belegte in 2:01,06 min im Vorlauf Rang 30.

##### 400 m Freistil
| Platz | Land                   | Athletin             | Zeit    |
| ----- | ---------------------- | -------------------- | ------- |
| 1     | Italien                | Federica Pellegrini  | 4:01,97 |
| 2     | Vereinigtes Königreich | Rebecca Adlington    | 4:04,01 |
| 3     | Frankreich             | Camille Muffat       | 4:04,06 |
| 4     | Australien             | Kylie Palmer         | 4:04,62 |
| 5     | Dänemark               | Lotte Friis          | 4:04,68 |
| 6     | Neuseeland             | Lauren Boyle         | 4:06,11 |
| 7     | Vereinigte Staaten     | Kathryn Hoff         | 4:08,22 |
| 8     | Spanien                | Melanía Costa Schmid | 4:09,66 |

Finale am 24. Juli 2011
 Julia Hassler belegte in 4:17,61 min im Vorlauf Rang 25.

##### 800 m Freistil
| Platz | Land                   | Athletin          | Zeit    |
| ----- | ---------------------- | ----------------- | ------- |
| 1     | Vereinigtes Königreich | Rebecca Adlington | 8:17,51 |
| 2     | Dänemark               | Lotte Friis       | 8:18,20 |
| 3     | Vereinigte Staaten     | Kate Ziegler      | 8:23,36 |
| 4     | Vereinigte Staaten     | Chloe Sutton      | 8:24,05 |
| 5     | Ungarn                 | Boglárka Kapás    | 8:24,79 |
| 6     | Australien             | Katie Goldman     | 8:29,20 |
| 7     | Südafrika              | Wendy Trott       | 8:30,45 |
| 8     | Neuseeland             | Lauren Boyle      | 8:32,72 |

Finale am 30. Juli 2011
 Nina Dittrich belegte in 8:43,89 min im Vorlauf Rang 21.

 Julia Hassler belegte in 8:46,00 min im Vorlauf Rang 24.

##### 1500 m Freistil
| Platz | Land                | Athletin         | Zeit     |
| ----- | ------------------- | ---------------- | -------- |
| 1     | Dänemark            | Lotte Friis      | 15:49,59 |
| 2     | Vereinigte Staaten  | Kate Ziegler     | 15:55,60 |
| 3     | Volksrepublik China | Li Xuanxu        | 15:58,02 |
| 4     | Chile               | Kristel Köbrich  | 16:05,11 |
| 5     | Australien          | Melissa Gorman   | 16:05,98 |
| 6     | Südafrika           | Wendy Trott      | 16:06,02 |
| 7     | Spanien             | Erika Villaécija | 16:09,71 |
| 8     | Volksrepublik China | Shao Yiwen       | 16:12,01 |

Finale am 26. Juli 2011
 Julia Hassler belegte in 16:34,74 min im Vorlauf Rang 18.

 Nina Dittrich belegte in 16:37,15 min im Vorlauf Rang 21.

#### Rücken

##### 50 m Rücken
| Platz | Land                | Athletin                | Zeit  |
| ----- | ------------------- | ----------------------- | ----- |
| 1     | Russland            | Anastassija Sujewa      | 27,79 |
| 2     | Japan               | Aya Terakawa            | 27,93 |
| 3     | Vereinigte Staaten  | Melissa Franklin        | 28,01 |
| 4     | Volksrepublik China | Gao Chang               | 28,06 |
| 5     | Australien          | Emily Seebohm           | 28,07 |
| 6     | Kanada              | Julia Wilkinson         | 28,09 |
| 6     | Belarus             | Aljaxandra Herassimenja | 28,09 |
| 8     | Spanien             | Mercedes Peris          | 28,42 |

Finale am 28. Juli 2011
 Jenny Mensing belegte in 28,83 s im Halbfinale Rang 15.

 Fabienne Nadarajah belegte in 29,29 s im Vorlauf Rang 28.

##### 100 m Rücken
| Platz | Land                   | Athletin           | Zeit    |
| ----- | ---------------------- | ------------------ | ------- |
| 1     | Volksrepublik China    | Zhao Jing          | 59,05   |
| 2     | Russland               | Anastassija Sujewa | 59,06   |
| 3     | Vereinigte Staaten     | Natalie Coughlin   | 59,15   |
| 4     | Australien             | Emily Seebohm      | 59,21   |
| 5     | Japan                  | Aya Terakawa       | 59,35   |
| 6     | Australien             | Belinda Hocking    | 59,53   |
| 7     | Vereinigtes Königreich | Elizabeth Simmonds | 59,89   |
| 8     | Kanada                 | Sinead Russell     | 1:00,20 |

Finale am 26. Juli 2011
 Jenny Mensing belegte in 1:01,64 min im Vorlauf Rang 21.

##### 200 m Rücken
| Platz | Land                   | Athletin              | Zeit    |
| ----- | ---------------------- | --------------------- | ------- |
| 1     | Vereinigte Staaten     | Melissa Franklin      | 2:05,10 |
| 2     | Australien             | Belinda Hocking       | 2:06,06 |
| 3     | Niederlande            | Sharon van Rouwendaal | 2:07,78 |
| 4     | Ukraine                | Daryna Sewina         | 2:07,82 |
| 5     | Vereinigte Staaten     | Elizabeth Beisel      | 2:08,16 |
| 6     | Australien             | Meagen Nay            | 2:08,69 |
| 7     | Vereinigtes Königreich | Elizabeth Simmonds    | 2:08,76 |
| 8     | Frankreich             | Alexianne Castel      | 2:09,07 |

Finale am 30. Juli 2011
 Jenny Mensing belegte in 2:12,38 min im Vorlauf Rang 20.

#### Brust

##### 50 m Brust
| Platz | Land               | Athletin         | Zeit  |
| ----- | ------------------ | ---------------- | ----- |
| 1     | Vereinigte Staaten | Jessica Hardy    | 30,19 |
| 2     | Russland           | Julija Jefimowa  | 30,49 |
| 3     | Vereinigte Staaten | Rebecca Soni     | 30,58 |
| 4     | Australien         | Leiston Pickett  | 30,74 |
| 5     | Schweden           | Jennie Johansson | 30,89 |
| 6     | Australien         | Leisel Jones     | 31,01 |
| 7     | Niederlande        | Moniek Nijhuis   | 31,33 |
| 8     | Schweden           | Rebecca Ejdervik | 31,45 |

Finale am 31. Juli 2011
 Stephanie Spahn belegte in 32,14 s im Vorlauf Rang 18.

 Dorothea Brandt trat zum Vorlauf nicht an.

##### 100 m Brust
| Platz | Land                | Athletin              | Zeit    |
| ----- | ------------------- | --------------------- | ------- |
| 1     | Vereinigte Staaten  | Rebecca Soni          | 1:05,05 |
| 2     | Australien          | Leisel Jones          | 1:06,25 |
| 3     | Volksrepublik China | Ji Liping             | 1:06,52 |
| 4     | Russland            | Julija Jefimowa       | 1:06,56 |
| 5     | Volksrepublik China | Sun Ye                | 1:07,08 |
| 6     | Dänemark            | Rikke Møller Pedersen | 1:07,28 |
| 7     | Kanada              | Jillian Tyler         | 1:07,64 |
| 8     | Niederlande         | Moniek Nijhuis        | 1:07,97 |

Finale am 26. Juli 2011
 Sarah Poewe belegte in 1:08,38 min im Halbfinale Rang 12.

 Stephanie Spahn belegte in 1:11,13 min im Vorlauf Rang 30.

##### 200 m Brust
| Platz | Land                | Athletin              | Zeit    |
| ----- | ------------------- | --------------------- | ------- |
| 1     | Vereinigte Staaten  | Rebecca Soni          | 2:21,47 |
| 2     | Russland            | Julija Jefimowa       | 2:22,22 |
| 3     | Kanada              | Martha McCabe         | 2:24,81 |
| 4     | Volksrepublik China | Sun Ye                | 2:25,09 |
| 5     | Japan               | Rie Kanetō            | 2:25,36 |
| 6     | Serbien             | Nađa Higl             | 2:25,93 |
| 7     | Dänemark            | Rikke Møller Pedersen | 2:26,56 |
| 8     | Kanada              | Annamay Pierse        | 2:27,00 |

Finale am 29. Juli 2011

#### Schmetterling

##### 50 m Schmetterling
| Platz | Land                | Athletin          | Zeit  |
| ----- | ------------------- | ----------------- | ----- |
| 1     | Niederlande         | Inge Dekker       | 25,71 |
| 2     | Schweden            | Therese Alshammar | 25,76 |
| 3     | Frankreich          | Mélanie Henique   | 25,86 |
| 4     | Volksrepublik China | Lu Ying           | 25,87 |
| 4     | Schweden            | Sarah Sjöström    | 25,87 |
| 6     | Japan               | Yuka Katō         | 26,02 |
| 7     | Vereinigte Staaten  | Dana Vollmer      | 26,06 |
| 8     | Australien          | Marieke Guehrer   | 26,21 |

Finale am 30. Juli 2011
 Fabienne Nadarajah belegte in 27,27 s im Vorlauf Rang 25.

##### 100 m Schmetterling
| Platz | Land                   | Athletin          | Zeit  |
| ----- | ---------------------- | ----------------- | ----- |
| 1     | Vereinigte Staaten     | Dana Vollmer      | 56,87 |
| 2     | Australien             | Alicia Coutts     | 56,94 |
| 3     | Volksrepublik China    | Lu Ying           | 57,06 |
| 4     | Schweden               | Sarah Sjöström    | 57,38 |
| 5     | Vereinigtes Königreich | Ellen Gandy       | 57,55 |
| 6     | Volksrepublik China    | Liu Zige          | 57,57 |
| 7     | Australien             | Jessicah Schipper | 57,95 |
| 8     | Vereinigtes Königreich | Jemma Lowe        | 57,96 |

Finale am 25. Juli 2011
 Sina Sutter belegte in 58,96 s im Vorlauf Rang 17.

 Birgit Koschischek belegte in 59,84 s im Vorlauf Rang 29.

##### 200 m Schmetterling
| Platz | Land                   | Athletin          | Zeit    |
| ----- | ---------------------- | ----------------- | ------- |
| 1     | Volksrepublik China    | Jiao Liuyang      | 2:05,55 |
| 2     | Vereinigtes Königreich | Ellen Gandy       | 2:05,59 |
| 3     | Volksrepublik China    | Liu Zige          | 2:05,90 |
| 4     | Japan                  | Natsumi Hoshi     | 2:05,91 |
| 5     | Australien             | Stephanie Rice    | 2:06,08 |
| 6     | Ungarn                 | Zsuzsanna Jakabos | 2:06,35 |
| 7     | Vereinigtes Königreich | Jemma Lowe        | 2:06,64 |
| 7     | Australien             | Jessicah Schipper | 2:06,64 |

Finale am 28. Juli 2011
 Martina van Berkel belegte in 2:09,68 min im Vorlauf Rang 18.

#### Lagen

##### 200 m Lagen
| Platz | Land                   | Athletin         | Zeit    |
| ----- | ---------------------- | ---------------- | ------- |
| 1     | Volksrepublik China    | Ye Shiwen        | 2:08,90 |
| 2     | Australien             | Alicia Coutts    | 2:09,00 |
| 3     | Vereinigte Staaten     | Ariana Kukors    | 2:09,12 |
| 4     | Australien             | Stephanie Rice   | 2:09,65 |
| 5     | Vereinigte Staaten     | Caitlin Leverenz | 2:10,40 |
| 6     | Ungarn                 | Katinka Hosszú   | 2:11,24 |
| 7     | Vereinigtes Königreich | Hannah Miley     | 2:11,36 |
| 8     | Kanada                 | Julia Wilkinson  | 2:16,18 |

Finale am 25. Juli 2011
 Jördis Steinegger belegte in 2:17,09 min im Vorlauf Rang 24.

##### 400 m Lagen
| Platz | Land                   | Athletin               | Zeit    |
| ----- | ---------------------- | ---------------------- | ------- |
| 1     | Vereinigte Staaten     | Elizabeth Beisel       | 4:31,78 |
| 2     | Vereinigtes Königreich | Hannah Miley           | 4:34,22 |
| 3     | Australien             | Stephanie Rice         | 4:34,23 |
| 4     | Spanien                | Mireia Belmonte García | 4:34,94 |
| 5     | Volksrepublik China    | Ye Shiwen              | 4:35,15 |
| 6     | Volksrepublik China    | Li Xuanxu              | 4:35,78 |
| 7     | Tschechien             | Barbora Závadová       | 4:38,04 |
| 8     | Vereinigte Staaten     | Caitlin Leverenz       | 4:38,80 |

Finale am 31. Juli 2011
 Jördis Steinegger belegte in 4:41,33 min im Vorlauf Rang 13.

 Marina Ribi belegte in 4:52,49 min im Vorlauf Rang 30.

#### Staffel

##### 4 × 100 m Freistil
| Platz | Land                | Athletinnen                                                                  | Zeit    |
| ----- | ------------------- | ---------------------------------------------------------------------------- | ------- |
| 1     | Niederlande         | - Inge Dekker - Ranomi Kromowidjojo - Marleen Veldhuis - Femke Heemskerk     | 3:33,96 |
| 2     | Vereinigte Staaten  | - Natalie Coughlin - Melissa Franklin - Jessica Hardy - Dana Vollmer         | 3:34,47 |
| 3     | Deutschland         | - Britta Steffen - Silke Lippok - Lisa Vitting - Daniela Schreiber           | 3:36,05 |
| 4     | Volksrepublik China | - Li Zhesi - Wang Shijia - Pang Jiaying - Tang Yi                            | 3:36,36 |
| 5     | Australien          | - Bronte Barratt - Marieke Guehrer - Merindah Dingjan - Alicia Coutts        | 3:36,75 |
| 6     | Kanada              | - Victoria Poon - Geneviève Saumur - Chantal van Landeghem - Julia Wilkinson | 3:38,42 |
| 7     | Japan               | - Haruka Ueda - Yayoi Matsumoto - Hanae Itō - Natsuki Hasegawa               | 3:39,55 |
| 8     | Dänemark            | - Pernille Blume - Mie Østergaard Nielsen - Jeanette Ottesen - Lotte Friis   | 3:39,74 |

Finale am 24. Juli 2011

##### 4 × 200 m Freistil
| Platz | Land                   | Athletinnen                                                                    | Zeit    |
| ----- | ---------------------- | ------------------------------------------------------------------------------ | ------- |
| 1     | Vereinigte Staaten     | - Melissa Franklin - Dagny Knutson - Katie Hoff - Allison Schmitt              | 7:46,14 |
| 2     | Australien             | - Bronte Barratt - Blair Evans - Angie Bainbridge - Kylie Palmer               | 7:47,42 |
| 3     | Volksrepublik China    | - Chen Qian - Pang Jiaying - Liu Jing - Tang Yi                                | 7:47,66 |
| 4     | Frankreich             | - Camille Muffat - Coralie Balmy - Charlotte Bonnet - Ophélie-Cyrielle Étienne | 7:52,22 |
| 5     | Ungarn                 | - Ágnes Mutina - Evelyn Verrasztó - Katinka Hosszú - Zsuzsanna Jakabos         | 7:52,39 |
| 6     | Vereinigtes Königreich | - Joanne Jackson - Rebecca Turner - Hannah Miley - Caitlin McClatchey          | 7:53,51 |
| 7     | Kanada                 | - Barbara Jardin - Julia Wilkinson - Samantha Cheverton - Brittany MacLean     | 7:53,62 |
| 8     | Neuseeland             | - Lauren Boyle - Amaka Gessler - Penelope Marshall - Natasha Hind              | 7:56,55 |

Finale am 28. Juli 2011
Die Staffel aus  Österreich belegte in 8:06,67 min im Vorlauf Rang 15.

##### 4 × 100 m Lagen
| Platz | Land                   | Athletinnen                                                                | Zeit    |
| ----- | ---------------------- | -------------------------------------------------------------------------- | ------- |
| 1     | Vereinigte Staaten     | - Natalie Coughlin - Rebecca Soni - Dana Vollmer - Missy Franklin          | 3:52,36 |
| 2     | Volksrepublik China    | - Zhao Jing - Ji Liping - Lu Ying - Tang Yi                                | 3:55,61 |
| 3     | Australien             | - Belinda Hocking - Leisel Jones - Alicia Coutts - Merindah Dingjan        | 3:57,13 |
| 4     | Russland               | - Anastassija Sujewa - Julija Jefimowa - Irina Bespalowa - Weronika Popowa | 3:57,38 |
| 5     | Japan                  | - Aya Terakawa - Satomi Suzuki - Yuka Katō - Yayoi Matsumoto               | 3:57,84 |
| 6     | Vereinigtes Königreich | - Georgia Davies - Stacey Tadd - Ellen Gandy - Francesca Halsall           | 4:01,09 |
| 7     | Kanada                 | - Sinead Russell - Jillian Tyler - Katerine Savard - Julia Wilkinson       | DSQ     |
| 8     | Deutschland            | - Jenny Mensing - Sarah Poewe - Sina Sutter - Daniela Schreiber            | DSQ     |

Finale am 30. Juli 2011

## Freiwasserschwimmen
Bei den Freiwasserwettbewerben konnten vor allem Schwimmer des SV Würzburg 05 überzeugen. Neben dem nun 10-maligen Weltmeister Thomas Lurz (Gold 5 km, Silber 10 km) konnten der für den SVW 05 startende Bulgare Stoyvchev über 25 km und die Schweizerin Swann Oberson über 5 km Gold aus den Gewässern Shanghais fischen. Auch die Bronzemedaille im Team konnte unter maßgeblicher Beteiligung von Thomas Lurz und seinem Vereinskollegen Jan Wolfgarten mit Isabell Härle errungen werden.

### Männer

#### 5 km
| Platz | Land               | Athlet              | Zeit        |
| ----- | ------------------ | ------------------- | ----------- |
| 1     | Deutschland        | Thomas Lurz         | 56:16,6 min |
| 2     | Griechenland       | Spyros Gianniotis   | 56:17,4 min |
| 3     | Russland           | Jewgeni Dratzew     | 56:18,5 min |
| 4     | Italien            | Nicola Bolzonello   | 56:24,3 min |
| 5     | Vereinigte Staaten | Andrew Gemmell      | 56:24,8 min |
| 6     | Russland           | Sergei Bolschakow   | 56:26,0 min |
| 7     | Frankreich         | Damien Cattin-Vidal | 56:27,4 min |
| 8     | Irland             | Chris Bryan         | 56:28,0 min |

Finale am 22. Juli 2011
 Jan Wolfgarten belegte in 56:40,2 Minuten Rang 23.

#### 10 km
| Platz | Land               | Athlet                      | Zeit        |
| ----- | ------------------ | --------------------------- | ----------- |
| 1     | Griechenland       | Spyros Gianniotis           | 1:54:24,7 h |
| 2     | Deutschland        | Thomas Lurz                 | 1:54:27,2 h |
| 3     | Russland           | Sergei Bolschakow           | 1:54:31,8 h |
| 4     | Vereinigte Staaten | Alexander Meyer             | 1:54:33,1 h |
| 5     | Australien         | Ky Hurst                    | 1:54:33,9 h |
| 6     | Spanien            | Francisco José Hervás Jodar | 1:54:34,3 h |
| 7     | Belgien            | Brian Ryckeman              | 1:54:36,1 h |
| 8     | Frankreich         | Julien Sauvage              | 1:54:37,2 h |

Finale am 20. Juli 2011
 Andreas Waschburger belegte in 1:54:39,8 Stunden Rang 10.

#### 25 km
| Platz | Land       | Athlet                      | Zeit        |
| ----- | ---------- | --------------------------- | ----------- |
| 1     | Bulgarien  | Petar Stojtschew            | 5:10:39,8 h |
| 2     | Russland   | Wladimir Djattschin         | 5:11:15,6 h |
| 3     | Ungarn     | Csaba Gercsák               | 5:11:18,1 h |
| 4     | Spanien    | Francisco José Hervás Jodar | 5:11:20,4 h |
| 5     | Australien | Trent Grimsey               | 5:11:28,2 h |
| 6     | Brasilien  | Allan do Carmo              | 5:11:32,2 h |
| 7     | Russland   | Wassili Boikow              | 5:11:36,3 h |
| 8     | Frankreich | Joanes Hedel                | 5:13:03,1 h |

Finale am 23. Juli 2011
 Benjamin Konschak beendete den Wettbewerb vorzeitig.

 Thomas Lurz sagte seinen Start kurz vor Beginn des Wettbewerbs ab.

### Frauen

#### 5 km
| Platz | Land               | Athletin                 | Zeit        |
| ----- | ------------------ | ------------------------ | ----------- |
| 1     | Schweiz            | Swann Oberson            | 1:00:39,7 h |
| 2     | Frankreich         | Aurélie Muller           | 1:00:40,1 h |
| 3     | Vereinigte Staaten | Ashley Grace Twichell    | 1:00:40,2 h |
| 4     | Italien            | Rachele Bruni            | 1:00:42,2 h |
| 5     | Russland           | Jekaterina Seliwjorstowa | 1:00:44,1 h |
| 6     | Frankreich         | Ophélie Aspord           | 1:00:44,9 h |
| 7     | Brasilien          | Ana Marcela Cunha        | 1:00:46,7 h |
| 8     | Australien         | Danielle DeFrancesco     | 1:00:46,8 h |

Finale am 22. Juli 2011
 Isabelle Härle belegte in 1:00:52,9 Stunden Rang 16.

 Isabell Donath belegte in 1:01:06,2 Stunden Rang 19.

 Iris Matthey belegte in 1:01:21,5 Stunden Rang 24.

#### 10 km
| Platz | Land                   | Athletin          | Zeit        |
| ----- | ---------------------- | ----------------- | ----------- |
| 1     | Vereinigtes Königreich | Keri-Anne Payne   | 2:01:58,1 h |
| 2     | Italien                | Martina Grimaldi  | 2:01:59,9 h |
| 3     | Griechenland           | Marianna Lymberta | 2:02:01,8 h |
| 4     | Australien             | Melissa Gorman    | 2:02:12,0 h |
| 5     | Argentinien            | Cecilia Biagioli  | 2:02:12,0 h |
| 6     | Brasilien              | Poliana Okimoto   | 2:02:13,6 h |
| 7     | Tschechien             | Jana Pechanová    | 2:02:13,8 h |
| 8     | Deutschland            | Angela Maurer     | 2:02:15,1 h |

Finale am 19. Juli 2011
 Swann Oberson belegte in 2:02:16,4 Stunden Rang 9.

 Isabell Donath belegte in 2:07:31,5 Stunden Rang 36.

 Iris Matthey belegte in 2:07:35,7 Stunden Rang 38.

#### 25 km
| Platz | Land        | Athletin                    | Zeit        |
| ----- | ----------- | --------------------------- | ----------- |
| 1     | Brasilien   | Ana Marcela Cunha           | 5:29:22,9 h |
| 2     | Deutschland | Angela Maurer               | 5:29:25,0 h |
| 3     | Italien     | Alice Franco                | 5:29:30,8 h |
| 4     | Ukraine     | Olha Beresnjewa             | 5:29:35,6 h |
| 5     | Italien     | Martina Grimaldi            | 5:29:36,2 h |
| 6     | Russland    | Anna Uwarowa                | 5:29:38,9 h |
| 7     | Frankreich  | Célia Barrot                | 5:29:40,8 h |
| 8     | Spanien     | Margarita Domínguez Cabezas | 5:29:42,0 h |

Finale am 23. Juli 2011
 Antje Mahn beendete den Wettbewerb vorzeitig.

### Gemischtes Team
Im Unterschied zu einer Staffel sind hier alle drei Schwimmer eines Teams zusammen geschwommen, vergleichbar mit einem Mannschaftszeitfahren bei Straßenradrennen. Gewertet wurde dann die Zeit des letzten Schwimmers im Ziel.

#### 5 km
| Platz | Land                | Athleten/-in                                                     | Zeit        |
| ----- | ------------------- | ---------------------------------------------------------------- | ----------- |
| 1     | Vereinigte Staaten  | - Andrew Gemmell - Sean Ryan - Ashley Twichell                   | 0:57:00,6 h |
| 2     | Australien          | - Melissa Gorman - Rhys Mainstone - Ky Hurst                     | 0:57:01,8 h |
| 3     | Deutschland         | - Jan Wolfgarten - Thomas Lurz - Isabelle Härle                  | 0:57:44,2 h |
| 4     | Italien             | - Luca Ferretti - Nicola Bolzonello - Rachele Bruni              | 0:58:00,5 h |
| 5     | Russland            | - Jewgeni Dratzew - Sergei Bolschakow - Jekaterina Seliwjorstowa | 0:58:32,7 h |
| 6     | Griechenland        | - Spyros Gianniotis - Antonis Fokaidis - Marianna Lymberta       | 0:59:22,8 h |
| 7     | Frankreich          | - Damien Cattin-Vidal - Sébastien Fraysse - Ophélie Aspord       | 1:00:27,3 h |
| 8     | Volksrepublik China | - Zhang Zibin - Xu Wenchao - Fang Yanqiao                        | 1:01:02,2 h |

Finale am 21. Juli 2011

## Synchronschwimmen

### Frauen

#### Kombination
| Platz | Land                   | Athletinnen | Punkte |
| ----- | ---------------------- | --- | ------ |
| 1     | Russland               | Elwira Chassjanowa, Anastassija Dawydowa, Marija Gromowa, Natalja Ischtschenko, Swetlana Kolesnitschenko, Darja Korobowa, Alexandra Pazkewitsch, Swetlana Romaschina, Alla Schischkina, Anschelika Timanina | 98,470 |
| 2     | Volksrepublik China    | Chang Si, Chen Xiaojun, Fan Jiachen, Guo Li, Huang Xuechen, Liu Ou, Luo Xi, Sun Wenyan, Wu Yiwen, Yu Lele                                                                                                   | 96,390 |
| 3     | Kanada                 | Geneviève Bélanger, Marie-Pier Boudreau-Gagnon, Stéphanie Durocher, Jo-Annie Fortin, Chloé Isaac, Stéphanie Leclair, Tracy Little, Élise Marcotte, Karine Thomas, Valérie Welsh                             | 96,150 |
| 4     | Spanien                | Clara Basiana, Alba María Cabello, Ona Carbonell, Margalida Crespí, Andrea Fuentes, Sara Gijón, Thaïs Henríquez, Paula Klamburg, Irene Montrucchio, Christina Salvador                                      | 95,740 |
| 5     | Ukraine                | Lolita Ananassowa, Hanna Chmelnyzka, Inha Hiller, Olena Hretschychina, Darja Juschko, Olha Kondraschowa, Olexandra Sabada, Kateryna Sadurska, Ksenija Sydorenko, Hanna Woloschyna                           | 92,080 |
| 6     | Italien                | Elisa Bozzo, Beatrice Callegari, Francesca Deidda, Costanza Fiorentini, Manila Flamini, Giulia Lapi, Mariangela Perrupato, Benedetta Re, Sara Sgarzi, Cristina Tempera                                      | 90,660 |
| 7     | Vereinigtes Königreich | Olivia Allison, Yvette Baker, Katie Clark, Katrina Dawkins, Jennifer Knobbs, Victoria Lucass, Asha Randall, Jenna Randall, Katherine Skelton, Lauren Smith                                                  | 87,760 |
| 8     | Nordkorea              | Jang Hyang-mi, Jong Yon-hui, Kim Jin-gyong, Kim Jong-hui, Kim Ok-gyong, Kim Su-hyang, Maeng Ok-ju, Ri Ji-hyang, So Un-byol, Wang Ok-gyong                                                                   | 86,340 |

Finale am 21. Juli 2011

#### Solo (technisches Programm)
| Platz | Land                   | Athletin                   | Punkte |
| ----- | ---------------------- | -------------------------- | ------ |
| 1     | Russland               | Natalja Ischtschenko       | 98,300 |
| 2     | Volksrepublik China    | Huang Xuechen              | 96,500 |
| 3     | Spanien                | Andrea Fuentes             | 95,300 |
| 4     | Kanada                 | Marie-Pier Boudreau-Gagnon | 94,500 |
| 5     | Japan                  | Yumi Adachi                | 92,600 |
| 6     | Ukraine                | Lolita Ananassowa          | 90,700 |
| 7     | Griechenland           | Despina Solomou            | 89,400 |
| 8     | Vereinigtes Königreich | Jenna Randall              | 89,000 |

Finale am 17. Juli 2011
 Nadine Brandl belegte mit 82,500 Punkten im Vorkampf Rang 16.

#### Duett (technisches Programm)
| Platz | Land                | Athletinnen                               | Punkte |
| ----- | ------------------- | ----------------------------------------- | ------ |
| 1     | Russland            | Swetlana Romaschina Natalja Ischtschenko  | 98,200 |
| 2     | Volksrepublik China | Huang Xuechen Liu Ou                      | 96,500 |
| 3     | Spanien             | Andrea Fuentes Ona Carbonell              | 95,400 |
| 4     | Kanada              | Élise Marcotte Marie-Pier Boudreau-Gagnon | 94,100 |
| 5     | Japan               | Yukiko Inui Chisa Kobayashi               | 92,800 |
| 6     | Ukraine             | Darja Juschko Ksenija Sydorenko           | 91,300 |
| 7     | Italien             | Giulia Lapi Mariangela Perrupato          | 90,100 |
| 8     | Frankreich          | Sara Labrousse Chloé Willhelm             | 88,900 |

Finale am 18. Juli 2011
 Pamela Fischer und Anja Nyffeler belegten mit 83,200 Punkten im Vorkampf Rang 19.

 Nadine Brandl und Livia Lang belegten mit 82,000 Punkten im Vorkampf Rang 22.

 Wiebke Jeske und Edith Zeppenfeld belegten mit 75,800 Punkten im Vorkampf Rang 27.

#### Team (technisches Programm)
| Platz | Land                | Athletinnen | Punkte |
| ----- | ------------------- | --- | ------ |
| 1     | Russland            | Elwira Chassjanowa, Anastassija Dawydowa, Marija Gromowa, Swetlana Kolesnitschenko, Darja Korobowa, Alexandra Pazkewitsch, Alla Schischkina, Anschelika Timanina | 98,300 |
| 2     | Volksrepublik China | Chang Si, Huang Xuechen, Jiang Tingting, Jiang Wenwen, Liu Ou, Luo Xi, Sun Wenyan, Wu Yiwen                                                                      | 96,800 |
| 3     | Spanien             | Clara Basiana, Alba María Cabello, Ona Carbonell, Margalida Crespí, Andrea Fuentes, Thaïs Henríquez, Paula Klamburg, Christina Salvador                          | 96,000 |
| 4     | Kanada              | Marie-Pier Boudreau-Gagnon, Jo-Annie Fortin, Chloé Isaac, Stéphanie Leclair, Tracy Little, Élise Marcotte, Karine Thomas, Valérie Welsh                          | 94,400 |
| 5     | Japan               | Yumi Adachi, Aika Hakoyama, Yukiko Inui, Mayo Itoyama, Chisa Kobayashi, Mai Nakamura, Mariko Sakai, Kurumi Yoshida                                               | 93,100 |
| 6     | Ukraine             | Lolita Ananassowa, Inha Hiller, Darja Juschko, Hanna Klymenko, Olexandra Sabada, Kateryna Sadurska, Ksenija Sydorenko, Hanna Woloschyna                          | 92,200 |
| 7     | Italien             | Elisa Bozzo, Beatrice Callegari, Camilla Cattaneo, Costanza Fiorentini, Manila Flamini, Mariangela Perrupato, Benedetta Re, Sara Sgarzi                          | 90,700 |
| 8     | Frankreich          | Laura Augé, Maëva Charbonnier, Margaux Chrétien, Chloé Kautzmann, Sara Labrousse, Maïté Méjean, Violaine Robert, Chloé Willhelm                                  | 88,600 |

Finale am 19. Juli 2011
Die  Schweiz belegte mit 82,300 Punkten im Vorkampf Rang 16.
Zum Team gehörten Roxane Begg, Audrey Canova, Laura Ermano, Pamela Fischer, Anja Nyffeler, Eve Tièche, Pascale Zwicky und Simone Zwicky.

#### Solo (freies Programm)
| Platz | Land                   | Athletin                   | Punkte |
| ----- | ---------------------- | -------------------------- | ------ |
| 1     | Russland               | Natalja Ischtschenko       | 98,550 |
| 2     | Spanien                | Andrea Fuentes             | 96,520 |
| 3     | Volksrepublik China    | Sun Wenyan                 | 95,840 |
| 4     | Kanada                 | Marie-Pier Boudreau-Gagnon | 94,910 |
| 5     | Japan                  | Yumi Adachi                | 92,810 |
| 6     | Ukraine                | Lolita Ananassowa          | 91,550 |
| 7     | Italien                | Linda Cerruti              | 89,950 |
| 8     | Vereinigtes Königreich | Jenna Randall              | 88,880 |

Finale am 20. Juli 2011
 Pamela Fischer belegte mit 82,960 Punkten im Vorkampf Rang 15.

 Nadine Brandl belegte mit 82,520 Punkten im Vorkampf Rang 16.

#### Duett (freies Programm)
| Platz | Land                   | Athletinnen                               | Punkte |
| ----- | ---------------------- | ----------------------------------------- | ------ |
| 1     | Russland               | Natalja Ischtschenko Swetlana Romaschina  | 98,410 |
| 2     | Volksrepublik China    | Jiang Tingting Jiang Wenwen               | 96,810 |
| 3     | Spanien                | Ona Carbonell Andrea Fuentes              | 96,500 |
| 4     | Kanada                 | Élise Marcotte Marie-Pier Boudreau-Gagnon | 94,950 |
| 5     | Japan                  | Yukiko Inui Chisa Kobayashi               | 92,710 |
| 6     | Ukraine                | Darja Juschko Ksenija Sydorenko           | 91,580 |
| 7     | Italien                | Giulia Lapi Mariangela Perrupato          | 89,800 |
| 8     | Vereinigtes Königreich | Olivia Allison Jenna Randall              | 88,460 |

Finale am 22. Juli 2011
 Pamela Fischer und Anja Nyffeler belegten mit 83,060 Punkten im Vorkampf Rang 19.

 Nadine Brandl und Livia Lang belegten mit 82,680 Punkten im Vorkampf Rang 20.

 Wiebke Jeske und Edith Zeppenfeld belegten mit 76,680 Punkten im Vorkampf Rang 27.

#### Team (freies Programm)
| Platz | Land                | Athletinnen | Punkte |
| ----- | ------------------- | --- | ------ |
| 1     | Russland            | Elwira Chassjanowa, Anastassija Dawydowa, Natalja Ischtschenko, Swetlana Kolesnitschenko, Darja Korobowa, Alexandra Pazkewitsch, Alla Schischkina, Anschelika Timanina | 98,620 |
| 2     | Volksrepublik China | Chang Si, Huang Xuechen, Jiang Tingting, Jiang Wenwen, Liu Ou, Luo Xi, Sun Wenyan, Wu Yiwen                                                                            | 96,580 |
| 3     | Spanien             | Clara Basiana, Alba María Cabello, Ona Carbonell, Margalida Crespí, Andrea Fuentes, Thaïs Henríquez, Paula Klamburg, Irene Montrucchio                                 | 96,150 |
| 4     | Kanada              | Stéphanie Durocher, Jo-Annie Fortin, Chloé Isaac, Stéphanie Leclair, Tracy Little, Élise Marcotte, Karine Thomas, Valérie Welsh                                        | 95,490 |
| 5     | Japan               | Yumi Adachi, Aika Hakoyama, Yukiko Inui, Chisa Kobayashi, Risako Mitsui, Mai Nakamura, Mariko Sakai, Kurumi Yoshida                                                    | 92,860 |
| 6     | Ukraine             | Lolita Ananassowa, Hanna Chmelnyzka, Inha Hiller, Hanna Klymenko, Olha Kondraschowa, Olexandra Sabada, Kateryna Sadurska, Hanna Woloschyna                             | 92,470 |
| 7     | Italien             | Elisa Bozzo, Beatrice Callegari, Costanza Fiorentini, Manila Flamini, Giulia Lapi, Mariangela Perrupato, Benedetta Re, Sara Sgarzi                                     | 90,870 |
| 8     | Frankreich          | Laura Augé, Maëva Charbonnier, Margaux Chrétien, Charlotte Frackowiak, Chloé Kautzmann, Sara Labrousse, Maïté Méjean, Chloé Willhelm                                   | 87,840 |

Finale am 23. Juli 2011
Die  Schweiz belegte mit 83,640 Punkten im Vorkampf am 20. Juli 2011 Rang 14.
Zum Team gehörten Roxane Begg, Audrey Canova, Laura Ermano, Pamela Fischer, Anja Nyffeler, Eve Tièche, Pascale Zwicky und Simone Zwicky.

## Wasserspringen

### Männer

#### 1 m Brett
| Platz | Land                | Athlet              | Punkte |
| ----- | ------------------- | ------------------- | ------ |
| 1     | Volksrepublik China | Li Shixin           | 463,90 |
| 2     | Volksrepublik China | He Min              | 444,00 |
| 3     | Deutschland         | Pavlo Rozenberg     | 436,50 |
| 4     | Vereinigte Staaten  | Christopher Colwill | 427,15 |
| 5     | Spanien             | Javier Illana       | 402,40 |
| 6     | Kanada              | Reuben Ross         | 401,40 |
| 7     | Russland            | Jewgeni Kusnezow    | 388,10 |
| 8     | Polen               | Andrzej Rzeszutek   | 368,95 |

Finale am 18. Juli 2011
 Andrea Aloisio schied mit 309,70 Punkten als 26. des Vorkampfs aus.
 Constantin Blaha schied mit 287,95 Punkten als 30. des Vorkampfs aus.
 Stephan Feck schied mit 283,95 Punkten als 31. des Vorkampfs aus.

#### 3 m Brett
| Platz | Land                   | Athlet           | Punkte |
| ----- | ---------------------- | ---------------- | ------ |
| 1     | Volksrepublik China    | He Chong         | 554,30 |
| 2     | Russland               | Ilja Sacharow    | 508,95 |
| 3     | Russland               | Jewgeni Kusnezow | 493,55 |
| 4     | Volksrepublik China    | Qin Kai          | 481,90 |
| 5     | Vereinigte Staaten     | Troy Dumais      | 479,95 |
| 6     | Mexiko                 | Yahel Castillo   | 464,10 |
| 7     | Frankreich             | Matthieu Rosset  | 455,45 |
| 8     | Vereinigtes Königreich | Jack Laugher     | 453,50 |

Finale am 22. Juli 2011
 Patrick Hausding schied mit 408,70 Punkten als 15. des Halbfinales aus.

 Stephan Feck schied mit 405,90 Punkten als 16. des Halbfinales aus.

 Constantin Blaha schied mit 392,90 Punkten als 19. des Vorkampfs aus.

 Andrea Aloisio schied mit 300,10 Punkten als 48. des Vorkampfs aus.

#### 10 m Turm
| Platz | Land                   | Athlet           | Punkte |
| ----- | ---------------------- | ---------------- | ------ |
| 1     | Volksrepublik China    | Qiu Bo           | 585,45 |
| 2     | Vereinigte Staaten     | David Boudia     | 544,25 |
| 3     | Deutschland            | Sascha Klein     | 534,50 |
| 4     | Russland               | Wiktor Minibajew | 527,50 |
| 5     | Vereinigtes Königreich | Tom Daley        | 505,10 |
| 6     | Vereinigte Staaten     | Nick McCrory     | 501,65 |
| 7     | Mexiko                 | Iván García      | 493,15 |
| 8     | Ukraine                | Olexandr Bondar  | 457,35 |

Finale am 24. Juli 2011
 Martin Wolfram schied mit 412,60 Punkten als 20. des Vorkampfs aus.

#### Synchron 3 m
| Platz | Land                   | Athleten                                 | Punkte |
| ----- | ---------------------- | ---------------------------------------- | ------ |
| 1     | Volksrepublik China    | Luo Yutong Qin Kai                       | 463,98 |
| 2     | Russland               | Jewgeni Kusnezow Ilja Sacharow           | 451,89 |
| 3     | Mexiko                 | Yahel Castillo Julián Sánchez            | 437,61 |
| 4     | Vereinigte Staaten     | Kristian Ipsen Troy Dumais               | 429,06 |
| 5     | Deutschland            | Patrick Hausding Stephan Feck            | 414,39 |
| 6     | Ukraine                | Oleksandr Horschkowosow Oleksij Pryhorow | 412,20 |
| 7     | Vereinigtes Königreich | Nick Robinson-Baker Christopher Mears    | 403,68 |
| 8     | Frankreich             | Damien Cély Matthieu Rosset              | 402,36 |

Finale am 19. Juli 2011

#### Synchron 10 m
| Platz | Land                   | Athleten                                | Punkte |
| ----- | ---------------------- | --------------------------------------- | ------ |
| 1     | Volksrepublik China    | Huo Liang Qiu Bo                        | 480,03 |
| 2     | Deutschland            | Sascha Klein Patrick Hausding           | 443,01 |
| 3     | Ukraine                | Olexandr Bondar Oleksandr Horschkowosow | 435,36 |
| 4     | Russland               | Ilja Sacharow Wiktor Minibajew          | 427,98 |
| 5     | Vereinigte Staaten     | David Boudia Nick McCrory               | 420,69 |
| 6     | Vereinigtes Königreich | Peter Waterfield Tom Daley              | 407,46 |
| 7     | Mexiko                 | Iván García Germán Sánchez              | 393,09 |
| 8     | Kanada                 | Eric Sehn Kevin Geyson                  | 386,70 |

Finale am 17. Juli 2011

### Frauen

#### 1 m Brett
| Platz | Land                | Athletin           | Punkte |
| ----- | ------------------- | ------------------ | ------ |
| 1     | Volksrepublik China | Shi Tingmao        | 318,65 |
| 2     | Volksrepublik China | Wang Han           | 310,20 |
| 3     | Italien             | Tania Cagnotto     | 295,45 |
| 4     | Italien             | Maria Marconi      | 290,15 |
| 5     | Russland            | Nadeschda Baschina | 286,20 |
| 6     | Vereinigte Staaten  | Abby Johnston      | 282,85 |
| 7     | Australien          | Sharleen Stratton  | 281,65 |
| 8     | Schweden            | Anna Lindberg      | 279,55 |

Finale am 19. Juli 2011
 Sophie Somloi schied mit 249,45 Punkten als 15. des Vorkampfs aus.

 Uschi Freitag schied mit 247,70 Punkten als 16. des Vorkampfs aus.

 Tina Punzel schied mit 206,05 Punkten als 33. des Vorkampfs aus.

#### 3 m Brett
| Platz | Land                | Athletin          | Punkte |
| ----- | ------------------- | ----------------- | ------ |
| 1     | Volksrepublik China | Wu Minxia         | 380,85 |
| 2     | Volksrepublik China | He Zi             | 379,15 |
| 3     | Kanada              | Jennifer Abel     | 365,10 |
| 4     | Vereinigte Staaten  | Christina Loukas  | 350,10 |
| 5     | Australien          | Sharleen Stratton | 330,75 |
| 6     | Mexiko              | Laura Sánchez     | 329,70 |
| 7     | Vereinigte Staaten  | Kelci Bryant      | 322,95 |
| 8     | Ukraine             | Hanna Pysmenska   | 317,25 |

Finale am 23. Juli 2011
 Uschi Freitag belegte mit 288,10 Punkten im Finale Rang 11.

 Nora Subschinski schied mit 299,15 Punkten als 13. des Halbfinales aus.

 Sophie Somloi schied mit 260,60 Punkten als 26. des Vorkampfs aus.

#### 10 m Turm
| Platz | Land                | Athletin              | Punkte |
| ----- | ------------------- | --------------------- | ------ |
| 1     | Volksrepublik China | Chen Ruolin           | 405,30 |
| 2     | Volksrepublik China | Hu Yadan              | 394,00 |
| 3     | Mexiko              | Paola Espinosa        | 377,15 |
| 4     | Kanada              | Meaghan Benfeito      | 375,50 |
| 5     | Malaysia            | Pandelela Rinong Pamg | 355,85 |
| 6     | Ukraine             | Julija Prokoptschuk   | 340,15 |
| 7     | Australien          | Alexandra Croak       | 337,75 |
| 8     | Kanada              | Roseline Filion       | 333,00 |

Finale am 21. Juli 2011
 Nora Subschinski belegte mit 286,30 Punkten im Finale Rang 12.

 Maria Kurjo schied mit 267,60 Punkten als 19. des Vorkampfs aus.

#### Synchron 3 m
| Platz | Land                | Athletinnen                                | Punkte |
| ----- | ------------------- | ------------------------------------------ | ------ |
| 1     | Volksrepublik China | Wu Minxia He Zi                            | 356,40 |
| 2     | Kanada              | Émilie Heymans Jennifer Abel               | 313,50 |
| 3     | Australien          | Sharleen Stratton Anabelle Smith           | 306,90 |
| 4     | Ukraine             | Olena Fedorowa Hanna Pysmenska             | 302,40 |
| 5     | Deutschland         | Katja Dieckow Uschi Freitag                | 299,40 |
| 6     | Italien             | Tania Cagnotto Francesca Dallapé           | 297,60 |
| 7     | Vereinigte Staaten  | Christina Loukas Kassidy Cook              | 288,00 |
| 8     | Russland            | Swetlana Filippowa Anastassija Posdnjakowa | 282,72 |

Finale am 16. Juli 2011

#### Synchron 10 m
| Platz | Land                   | Athletinnen                             | Punkte |
| ----- | ---------------------- | --------------------------------------- | ------ |
| 1     | Volksrepublik China    | Chen Ruolin Wang Hao                    | 362,58 |
| 2     | Australien             | Alexandra Croak Melissa Wu              | 325,92 |
| 3     | Deutschland            | Christin Steuer Nora Subschinski        | 316,29 |
| 4     | Vereinigtes Königreich | Sarah Barrow Tonia Couch                | 314,52 |
| 5     | Ukraine                | Wiktorija Potechina Julija Prokoptschuk | 311,64 |
| 6     | Malaysia               | Pandelela Rinong Pamg Mun Yee Leong     | 305,34 |
| 7     | Kanada                 | Meaghan Benfeito Roseline Filion        | 303,87 |
| 8     | Mexiko                 | Paola Espinosa Tatiana Ortiz            | 298,80 |

Finale am 18. Juli 2011

## Wasserball

### Männer
Alle Spiele, alle Ergebnisse: Wasserball-Weltmeisterschaften 2011

| Platz | Land               | Athleten |
| ----- | ------------------ | --- |
| 1     | Italien            | Stefano Tempesti, Amaurys Pérez, Niccolò Gitto, Pietro Figlioli, Alex Giorgetti, Maurizio Felugo, Niccolò Figari, Valentino Gallo, Christian Presciutti, Deni Fiorentini, Matteo Aicardi, Amaldo Deserti, Giacomo Pastorino             |
| 2     | Serbien            | Slobodan Soro, Marko Avramović, Živko Gocić, Vanja Udovičić, Miloš Ćuk, Duško Pijetlović, Slobodan Nikić, Milan Aleksić, Nikola Rađen, Filip Filipović, Andrija Prlainović, Stefan Mitrović, Gojko Pijetlović                           |
| 3     | Kroatien           | Josip Pavić, Damir Burić, Miho Bošković, Nikša Dobud, Maro Joković, Petar Muslim, Frano Karač, Andro Bušlje, Sandro Sukno, Samir Barač, Fran Paškvalin, Paulo Obradović, Ivan Buljubašić                                                |
| 4     | Ungarn             | Viktor Nagy, Miklós Gór-Nagy, Norbert Madaras, Dénes Varga, Márton Szivós, Norbert Hosnyánszky, Gergely Kiss, Zsolt Varga, Dániel Varga, Péter Biros, Ádám Steinmetz, Balázs Hárai, Zoltán Szécsi                                       |
| 5     | Spanien            | Iñaki Aguilar, Marío José García Rodríguez, Eric Marsal, Francisco Fernández Miranda, Guillermo Molina, Marc Minguell, Marc Roca Barceló, Albert Español, Xavier Vallès, Felipe Perrone, Iván Pérez, Javier García, Daniel López Pinedo |
| 6     | Vereinigte Staaten | Merrill Moses, Peter Varellas, Peter Hudnut, Jeffrey Powers, Adam Wright, Brian Alexander, Ronald Beaubien, Anthony Azevedo, Ryan Bailey, Timothy Hutten, Jesse Smith, Shea Buckner, Andrew Stevens                                     |
| 7     | Montenegro         | Denis Šefik, Draško Brguljan, Aleksandar Radović, Damjan Danilović, Nikola Vukčević, Milan Tičić, Filip Klikovać, Nikola Janović, Aleksandar Ivović, Darko Brguljan, Antonio Petrović, Predrag Jokić, Miloš Šćepanović                  |
| 8     | Deutschland        | Alexander Tchigir, Florian Naroska, Fabian Schrödter, Julian Real, Marko Stamm, Marc Politze, Erik Bukowski, Paul Schüler, Tobias Kreuzmann, Moritz Oeler, Andreas Schlotterbeck, Dennis Eidner, Roger Kong                             |

- Finale (30. Juli 2011)
- Serbien – Italien 7:8 n. V.
- Spiel um Platz 3 (30. Juli 2011)
- Ungarn – Kroatien 11:12
- Spiel um Platz 5 (30. Juli 2011)
- USA – Spanien 10:11
- Spiel um Platz 7 (30. Juli 2011)
- Deutschland – Montenegro 5:8

### Frauen
Alle Spiele, alle Ergebnisse: Wasserball-Weltmeisterschaften 2011

| Platz | Land                | Athletinnen |
| ----- | ------------------- | --- |
| 1     | Griechenland        | Eleni Kouvdou, Christina Tsoukala, Antiopi Melidoni, Ilektra Maria Psouni, Kyriaki Liosi, Alkisti Avramidou, Alexandra Asimaki, Antigoni Roumbesi, Angeliki Gerolymou, Triantafyllia Manolioudaki, Antonakou Stavroula, Georgia Lara, Eleni Goula                  |
| 2     | Volksrepublik China | Yang Jun, Teng Fei, Liu Ping, Sun Yujun, He Jin, Sun Yating, Song Donglun, Chen Yuan, Wang Yi, Ma Huanhuan, Sun Huizi, Zhang Lei, Wang Ying |
| 3     | Russland            | Marija Kowtunowskaja, Nadeschda Fedotowa, Jekaterina Prokofjewa, Sofja Konuch, Alexandra Antonowa, Natalja Ryschowa-Alenitschewa, Jekaterina Lissunowa, Jewgenija Sobolewa, Jekaterina Tankejewa, Olga Beljajewa, Jewgenija Iwanowa, Julija Gaufler, Anna Karnauch |
| 4     | Italien             | Giulia Gorlero, Simona Abbate, Elisa Casanova, Francesca Pomeri, Martina Savioli, Allegra Lapi, Marta Colaiocco, Roberta Bianconi, Giulia Enrica Emmolo, Giulia Rambaldi Guidasci, Aleksandra Cotti, Teresa Frassinetti, Elena Gigli                               |
| 5     | Australien          | Alicia McCormack, Gemma Beadsworth, Sophie Smith, Rebecca Rippon, Jane Moran, Bronwen Knox, Rowena Webster, Kate Gynther, Glencora Ralph, Holly Jane Lincoln Smith, Melissa Rippon, Nicola Zagame, Victoria Jayne Brown                                            |
| 6     | Vereinigte Staaten  | Elizabeth Armstrong, Heather Petri, Melissa Seidemann, Brenda Villa, Lauren Wenger, Maggie Steffens, Courtney Mathewson, Jessica Steffens, Elsie Windes, Kelly Rulon, Annika Madsen Dries, Tumuaialii Anae                                                         |
| 7     | Niederlande         | Ilse van der Meijden, Miloushka Yasemin Smit, Frederike Cabout, Biurakn Hakhverdian, Sabrina van der Sloot, Nomi Stomphorst, Iefke van Belkum, Robbin Remers, Jantien Cabout, Nienke Vermeer, Lieke Claassen, Simone Koot, Anne Heinis                             |
| 8     | Kanada              | Rachel Riddell, Krystina Alogbo, Katrina Monton, Emily Csikos, Joëlle Békhazi, Whitney Genoway, Stephanie Valin, Dominique Perreault, Monika Eggens, Christine Robinson, Tara Campbell, Marina Radu, Marissa Janssens                                              |

- Finale (29. Juli 2011)
- China – Griechenland 8:9
- Spiel um Platz 3 (29. Juli 2011)
- Russland – Italien 8:7
- Spiel um Platz 5 (29. Juli 2011)
- USA – Australien 5:10
- Spiel um Platz 7 (29. Juli 2011)
- Kanada – Niederlande 7:8